# Liefdesverdriet

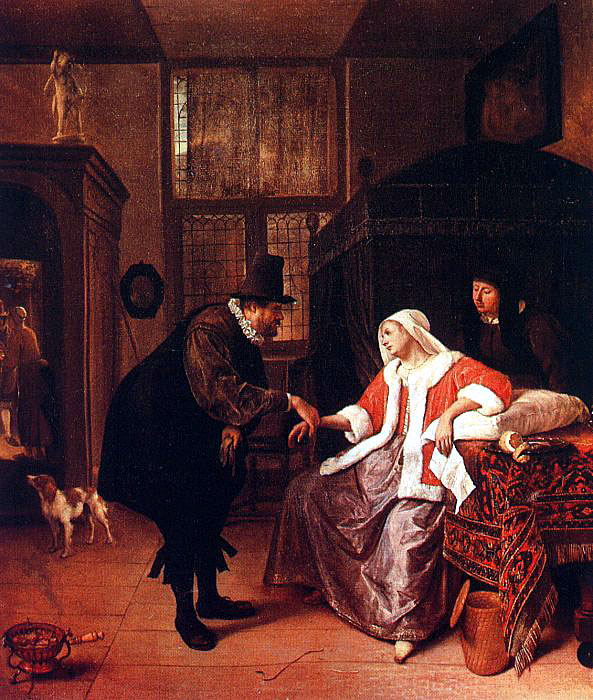
Liefdesverdriet, Jan Steen, ca. 1660

Liefdesverdriet, hartenpijn of minnepijn is de pijn die men voelt over het verbroken zijn van een relatie of over de onbereikbaarheid van een geliefde. In het algemeen gaat het om niet-huwelijkse relaties. In het geval van een verbroken huwelijk spreekt men eerder van scheidingsrouw (zie ook rouwverwerking).
Liefdesverdriet is de laatste tijd erkend als aandoening met symptomen als van een ziekte. Het gevoel verlaten te zijn leidt tot geestelijke en fysieke pijnen, die doen denken aan een depressie; men voelt zich lamlendig en nietswaardig, en heeft last van hoofdpijn, moeheid, slapeloosheid en verlies van eetlust. De duur van liefdesverdriet is zeer uiteenlopend, van enkele dagen tot vele jaren. In een heel enkel geval komt iemand tot zelfmoord vanwege liefdesverdriet. In het algemeen is het goed om het verdriet te uiten, maar tegelijkertijd het dagritme van werk of andere bezigheden niet los te laten. Dit geeft afleiding en dempt het verdriet.
Liefdesverdriet is een geliefd thema in de wereldliteratuur.

## Trivia
- Sommigen noemen liefdesverdriet ludduvuddu[1] of ldvd, voornamelijk als eufemisme, om het eigenlijke woord te vermijden.